# Albert Kinsey
Albert John Kinsey (sinh ngày 19 tháng 9 năm 1945) là một cầu thủ bóng đá người Anh. Ông thường thi đấu ở vị trí tiền đạo. Ông sinh ra ở Liverpool, thi đấu cho Manchester United và Wrexham. Albert Kinsey đóng vai trò quan trọng trong sự thăng hạng của Wrexham lên League Division 3 ở mùa giải 1969-1970, là vua phá lưới ở Football League, với 27 bàn thắng. Ba năm sau, ông trở thành cầu thủ đầu tiên ghi bàn tại giải đấu châu Âu cho Wrexham, giúp họ có trận hòa 1-1 trước F.C.Zurich, sau đó bị đánh bại 3-2 sau hai lượt trận. Sau đó ông gia nhập Crewe Alexandra trước khi xuống bóng đá non-league với Wigan Athletic, nơi ông ghi 1 bàn thắng trong 5 trận tại Northern Premier League mùa giải 1973-74.